# Anhymenium polysetum
Anhymenium polysetum är en bladmossart som beskrevs av Griffith 1849. Anhymenium polysetum ingår i släktet Anhymenium, klassen egentliga bladmossor, divisionen bladmossor och riket växter. Inga underarter finns listade i Catalogue of Life.